# Micranthocereus estevesii
Micranthocereus estevesii là một loài thực vật có hoa trong họ Cactaceae. Loài này được (Buining & Brederoo) F. Ritter mô tả khoa học đầu tiên năm 1979.

## Hình ảnh

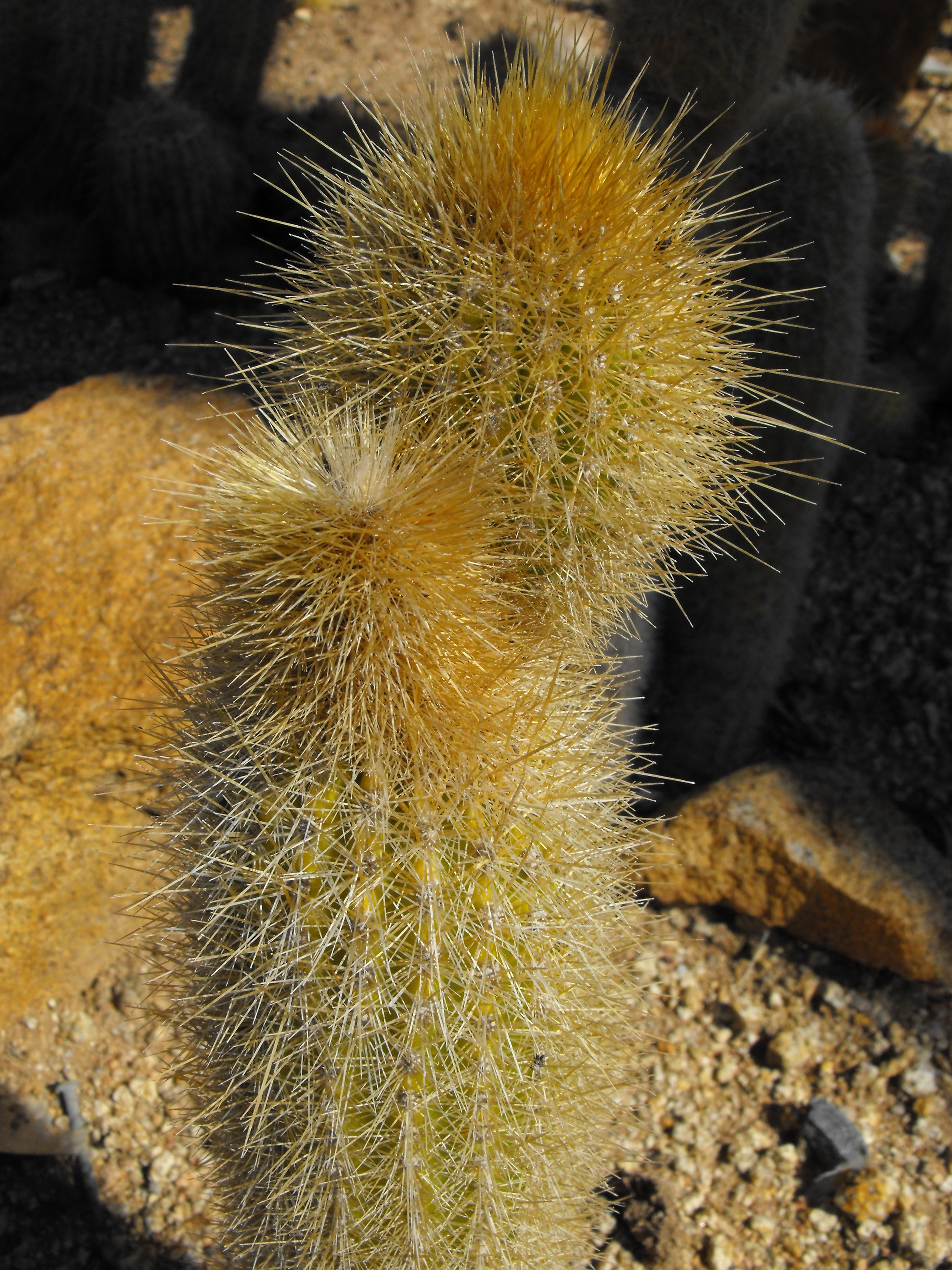
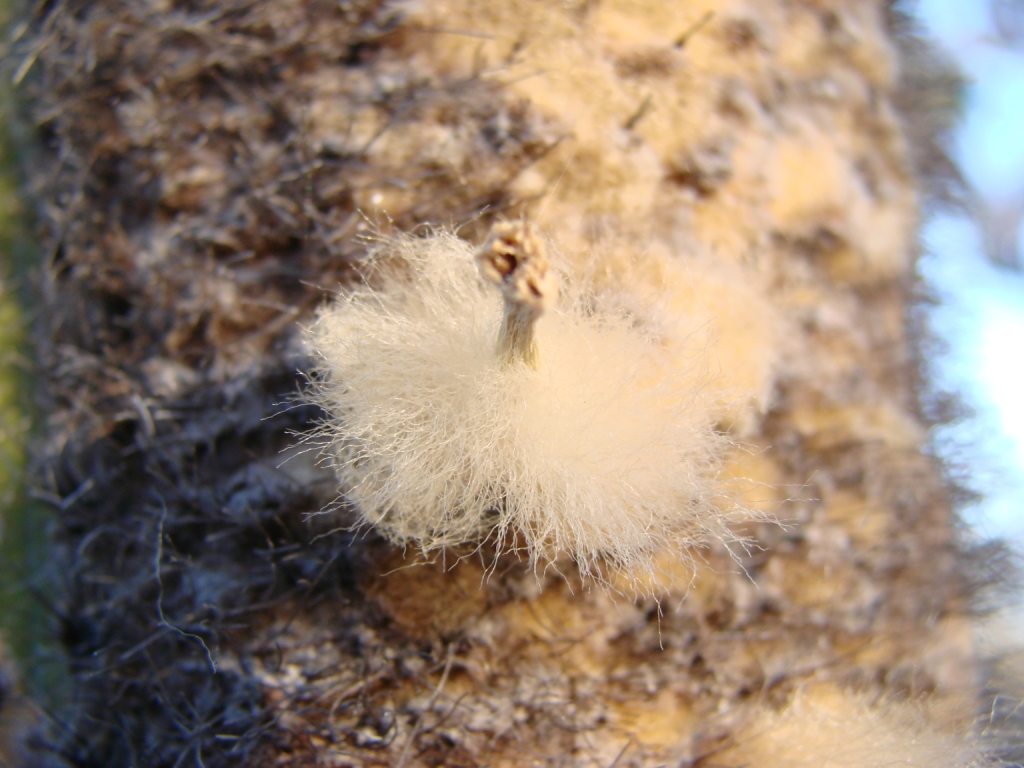
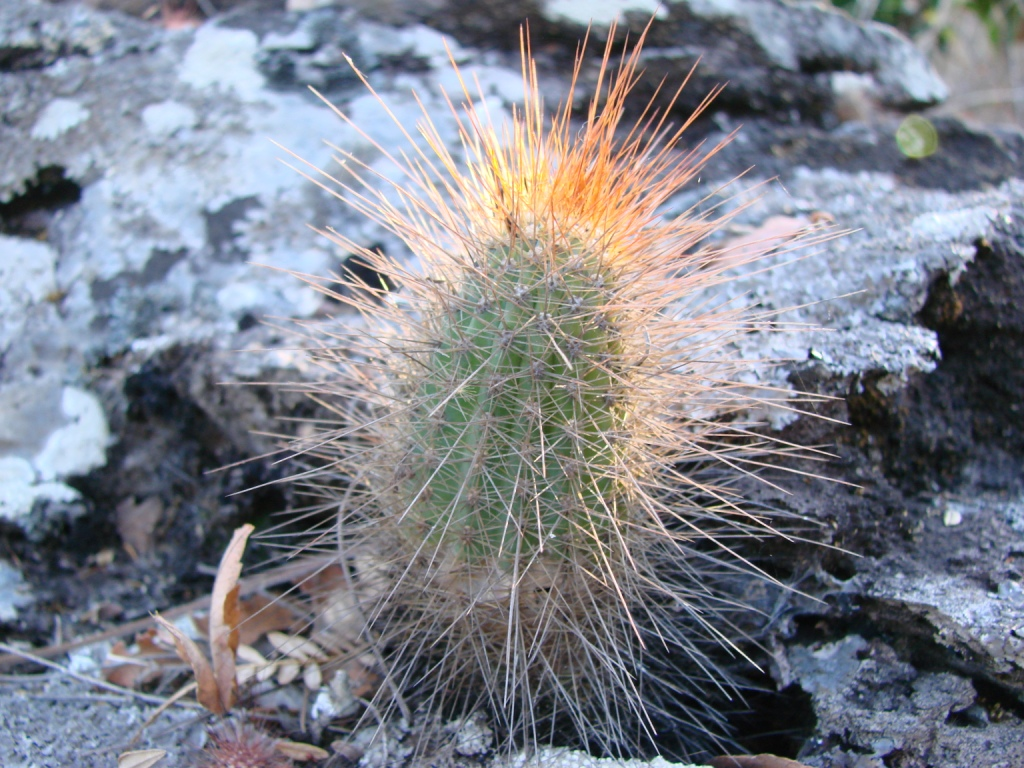